# Xã Chariton, Quận Howard, Missouri
Xã Chariton (tiếng Anh: Chariton Township) là một xã thuộc quận Howard, tiểu bang Missouri, Hoa Kỳ. Năm 2010, dân số của xã này là 1.575 người.